# E0102
E0102, kurz für 1E 0102.2-7219, ist der Überrest einer Supernova, die in der Kleinen Magellanschen Wolke, einer Nachbargalaxie der Milchstraße, explodiert ist. Die Supernova wurde verursacht, als ein Stern, der viel massereicher als die Sonne ist, unter seiner eigenen Schwerkraft kollabierte. Die Explosion wäre von der Südhalbkugel der Erde vor über 1000 Jahren sichtbar gewesen. Das Aussehen von E0102 lässt sich am besten durch ein Modell erklären, in dem der Auswurf wie ein Zylinder geformt ist, der fast genau am Ende betrachtet wird. Dieses Modell legt nahe, dass die Explosion, die den Überrest von E0102 erzeugt hat, selbst stark asymmetrisch gewesen sein könnte, was mit den schnellen Tritten übereinstimmt, die Neutronensterne nach Supernova-Explosionen erhalten. Eine andere Möglichkeit ist, dass der Stern zu einer Materialscheibe explodierte, die sich bildete, als Material vom Äquator des Roten Riesensterns vor der Supernova abgeworfen wurde. Solche Asymmetrien wurden bei Winden von masseärmeren Roten Riesen beobachtet, die planetarische Nebel bilden. Der Überrest besteht aus einer äußeren Druckwelle, die von der Supernova erzeugt wird, und einem inneren Ring aus kühlerem Material. Dieser innere Ring dehnt wahrscheinlich den Ausstoß der Explosion aus, der durch eine Schockwelle erhitzt wird, die sich rückwärts in den Ausstoß ausbreitet. In seinem Zentrum befindet sich ein einzelner Neutronenstern, der erste derartige Neutronenstern, der außerhalb der Milchstraße entdeckt wurde.